# Menthe aquatique
Mentha aquatica
Espèce
Classification phylogénétique
Statut de conservation UICN

 LC  : Préoccupation mineure
La Menthe aquatique (Mentha aquatica) est une espèce de plantes à fleurs de la famille des Lamiacées. C'est une plante herbacée vivace de berge ou semi-aquatique, originaire d'Europe, d'Afrique du Nord, du Proche-Orient et du Caucase.
Noms vernaculaires rencontrés : Baume d'eau, Baume de rivière, Bonhomme de rivière, Menthe rouge, Riolet, Menthe à grenouille.

## Histoire de la nomenclature
Les peuples de l'Antiquité babylonienne, égyptienne et gréco-romaine connaissaient et utilisaient plusieurs espèces de menthes. Durant l'Antiquité européenne, de nombreux phytonymes ont été utilisés pour décrire les menthes, mais les auteurs gréco-romains s'appuyant sur des considérations plus utilitaires que botaniques, il est maintenant souvent difficile de retrouver derrière leurs dénominations les espèces linnéennes de l'époque moderne. Dans ses travaux, le philologue Jacques André reconnait la menthe aquatique (Mentha aquatica L.) dans l'emploi de (h)edyosmos (gr. ηδυπνοις, éty. « d'odeur agréable ») chez l'encyclopédiste du Ier siècle Pline H.N. 19, 159; 35, 181.
À partir des XVIIe siècle, les botanistes constituent des herbiers et s'efforcent de décrire systématiquement et d'illustrer par des figures la flore d'une région. On trouve des descriptions de plus en plus précises comme celles de Bauhin dans Pinax theatri botanici (Bâle, 1623) d'une mentha rotundifolia palustris.
En 1753, dans Species plantarum, l'ouvrage servant de point de départ à la nomenclature moderne, Linné décrit sous le genre Mentha, dix espèces de menthes dont la Mentha aquatica. Mais en raison du polymorphisme et de la facilité des hybridations, les menthes forment des séries  continues difficiles à catégoriser, et les botanistes qui ont suivi Linné ont multiplié les créations d'espèces.
Actuellement, l'analyse phylogénétique des caractères morphologiques, du nombre de chromosomes et des composants chimiques des espèces du genre Mentha, a conduit Tucker et Naczi a réduire le nombre d'espèces à 18 et à traiter Mentha aquatica comme une espèce à 2n=8x=96 chromosomes.

## Description
La menthe aquatique est une plante vivace, rustique, stolonifère et au feuillage aromatique.
Elle comporte généralement une tige dressée ou ascendante, robuste, velue-hérissée, à section carrée, s’élevant de 20 à 75 cm de hauteur et qui se termine par des fleurs.
Les feuilles pétiolées, opposées décussées, sont ovales-lancéolées, dentées en scie. Elles sont vert foncé parfois rougeâtres.
Les fleurs rosées ou blanches sont rassemblées en un glomérule terminal et souvent une ou deux (voire 4) paires de glomérules axillaires. Le calice est un tube, couvert de poils, avec 5 dents lancéolées, acuminées. La corolle en entonnoir, à 4 lobes, est velue à l'intérieur. La lèvre supérieure, émarginée, est formée par les 2 pétales supérieurs soudés. L'androcée se compose de 4 étamines saillantes et divergentes, entourant 2 carpelles soudés.
La floraison se déroule de juin à septembre, suivant la région.
Les fruits sont des tétrakènes, restant au fond du calice persistant.
L'odeur mentholée caractéristique et le goût frais et rafraîchissant sont dus à la présence de menthol (alcool terpénique). Les composés monoterpéniques sont synthétisés par les poils glandulaires à la surface de la plante.

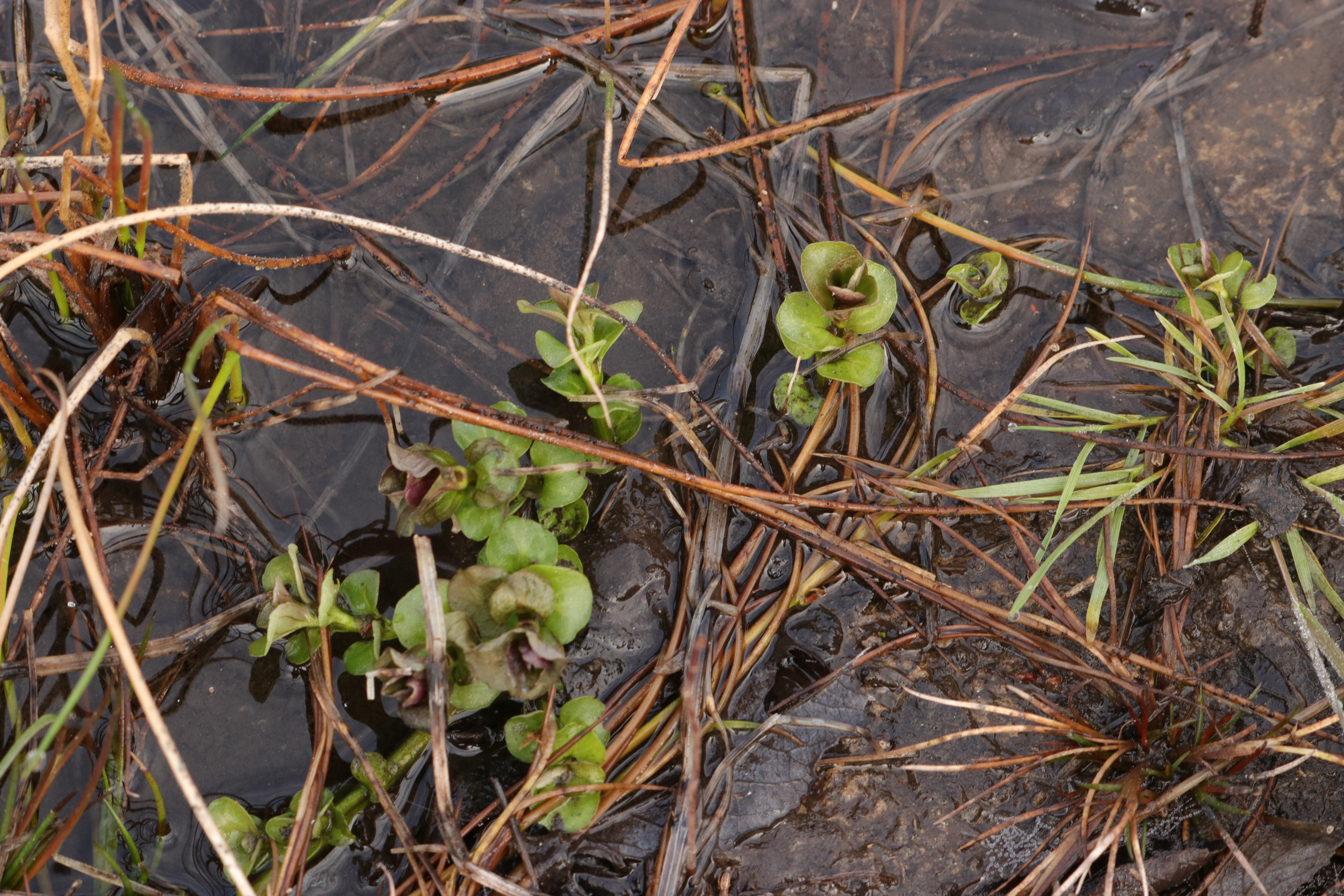
Menthe aquatique en forme aquatique, plus basse

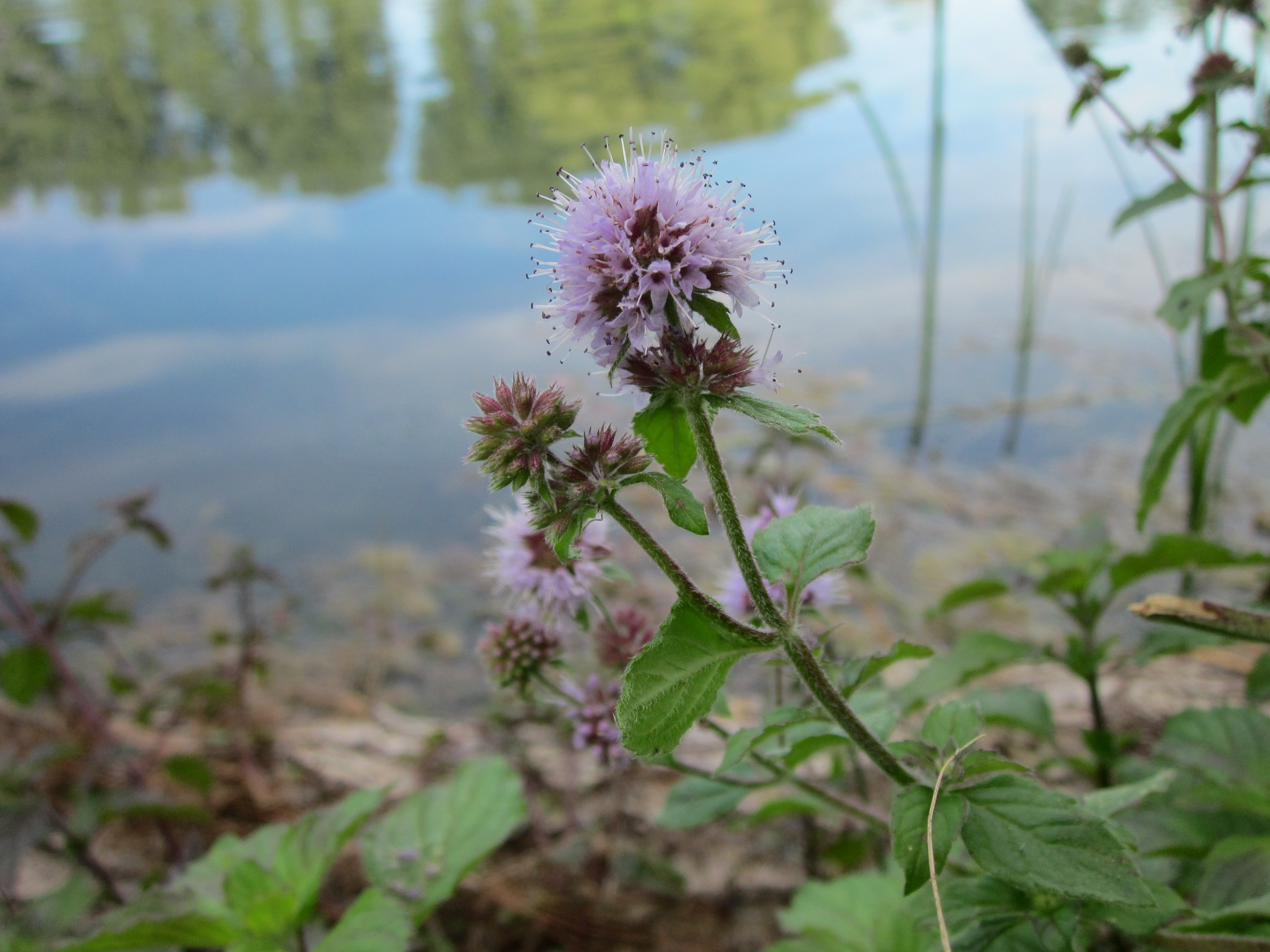
Mentha aquatica
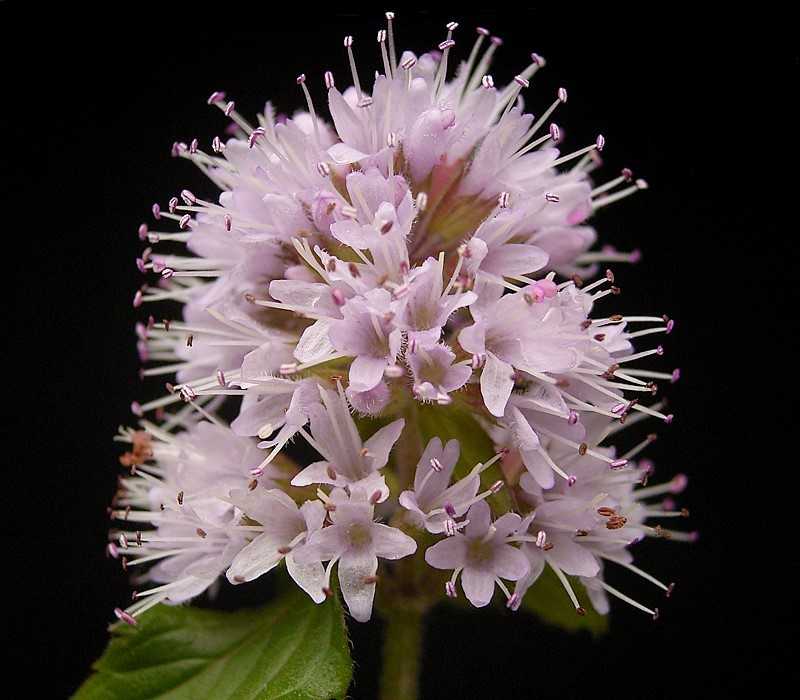
Glomérule de fleurs roses
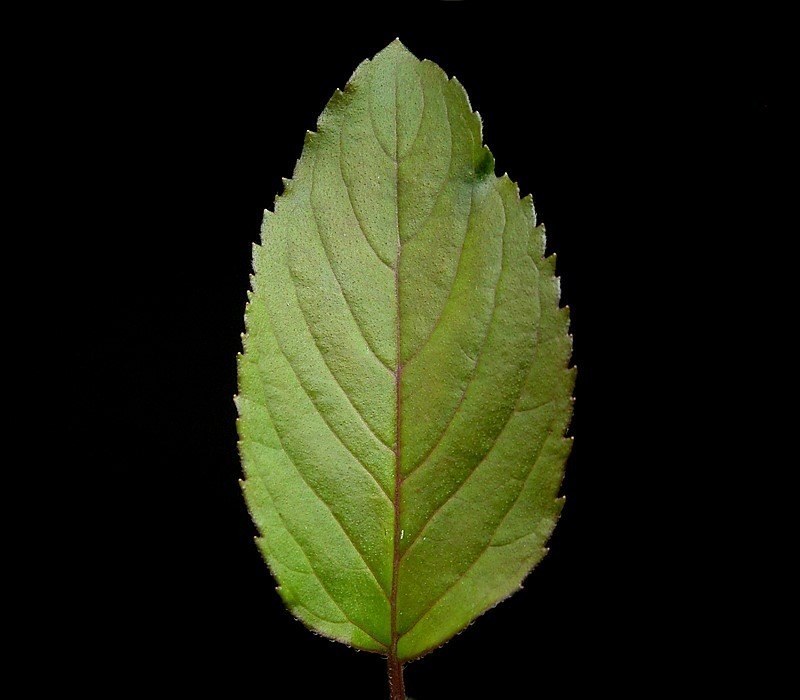
Feuille

## Variétés et hybrides
Deux variétés :
- Mentha aquatica var. aquatica
- Mentha aquatica var. citrata ayant reçu les appellations de menthe bergamote ou de menthe citron.

La menthe aquatique, Mentha aquatica peut s'hybrider avec :
- Mentha spicata pour donner la menthe poivrée Mentha × piperita un hybride stérile mais cultivable et reproduit par boutures, stolons ou drageons . 
Il existe aujourd'hui de nombreuses variétés de menthe poivrée cultivées dans le monde entier ;
- Mentha arvensis pour donner Mentha × verticillata ;
- Mentha longifolia pour donner Mentha × dumetorum ;
- Mentha suaveolens pour donner Mentha × suavis ;
- Mentha arvensis et Mentha spicata donnant  Mentha × smithiana qui est un hybride triple.

## Distribution et habitat
Mentha aquatica est indigène en :
- Afrique : Maroc, Algérie, Tunisie, Libye, Éthiopie, Kenya, Tanzanie, Ouganda, Malawi, Botswana, Namibie, Afrique du Sud
- Europe : toute l'Union Européenne, France incluse où elle est très commune.
- Asie : Liban, Israël, Iran, Syrie, Turquie, Caucase (Arménie, Azerbaïdjan, Géorgie, Russie)

Elle s'est naturalisée en Nouvelle-Zélande, Islande, États-Unis.
Elle est cultivée en Chine, Inde, Europe, États-Unis, Mexique, Cuba, Guatemala.
La Menthe aquatique est une plante des zones humides et lieux frais, près des eaux douces, fossés, mares, ruisseaux rivières de l'ensemble du territoire de l'Europe sauf l'extrême nord, le nord-ouest de l'Asie et le nord-ouest de l'Afrique. C'est une espèce de lumière ou de demi-ombre, croissant dans la vase, les argiles et les tourbes.

## Composition chimique
L'huile essentielle de menthe aquatique est obtenue par distillation à la vapeur d'eau des parties aériennes de la plante. L'analyse d'Andro et als (2013) de plantes récoltées dans le sud-ouest de la Roumanie a identifié 41 substances en proportion variable suivant la phase du cycle : végétatif, floraison ou sénescence.
| Huile essentielle de M. aquatica (Andro et als, suivant les phases végétatives et floraison) |              |          |                 |                 |       |
| Phase\Composé                                                                                | menthofurane | limonène | trans-β-ocimène | β-caryophyllène | ledol |
| végétative %                                                                                 | 58,59        | 9,91     | 5,59            | 3,55            | 3,29  |
| floraison %                                                                                  | 51,26        | 12,06    | 8,10            | 2,92            | 3,01  |

Le menthofurane, un composé hautement toxique, donne une odeur intense à la plante ; il représente tout au cours du cycle, le composé principal, suivis par le limonène et le trans-β-ocimène (qui croît dans la phase de floraison), le β-caryophyllène, le ledol et le β-pinène. Le menthol n'a pas été détecté, et des traces de menthone n'ont été détectées qu'en phase de sénescence.
Plusieurs autres analyses de la menthe aquatique, effectuées en d'autres lieux, ont donné des profils semblables, avec en général le menthofurane majoritaire. Cependant d'autres chémotypes ont été observés comme celui analysé par Akbar et al. (2006) qui trouvent les constituants principaux suivants : β-caryophyllène (12 %) , viridiflorol (11 %), 1,8-cineole (10 %), germacrène D (7,7 %), carvone (5,7 %) pour des menthes aquatiques prélevées dans le Mazandaran (Iran). Contrairement aux européennes, ces menthes aquatiques iraniennes présentent un chémotype sans menthofurane,
Le menthofurane se rencontre avec le pulégone dans plusieurs menthes (Mentha ×piperita, Mentha pulegium, et M. aquatica). Il en dérive d'ailleurs, car il est produit par une oxydation par le cytochrome P450 mono-oxygénase  du pulégone. L'oxydation du menthofurane donne ensuite l'isomintlactone et le mintlactone, capables de former une liaison covalente avec des protéines hépatiques et de les altérer. Le pulégone est toutefois plus hépatotoxique que le menthofurane.
L'Agence européenne des médicaments évalue l'exposition acceptable au pulégone et menthofurane à 0,07 mg/kg de poids corporel par jour.  La dose journalière d'un adulte de 50 kg est donc 3,5 mg/personne/jour.

## Activités pharmacologiques
La menthe aquatique fraîche (de Pologne) est riche en acide L-ascorbique (27,84 mg 100g−1) et caroténoïdes (537,73 mg kg−1) et polyphénols total (450,27 mg 100g−1) et possède donc une activité anti-oxydante. Elle donne une huile essentielle qui possède une forte activité antibactérienne, en particulier contre Esherichia coli. Par contre, l'activité anti-oxydante de l'huile mesurée par l'activité de piégeage des radicaux libres DPPHN a été évaluée à 3,28 % soit beaucoup moins que celle de Mentha crispa 29,78 %.
Cette activité antioxydante modérée a été retrouvée par diverses méthodes de mesure   sur des plantes prélevées en Iran (l'activité de piégeage de l'oxyde nitrique (NO) ou de l'inhibition de la peroxydation, etc.).

## Usages
- Médicinaux

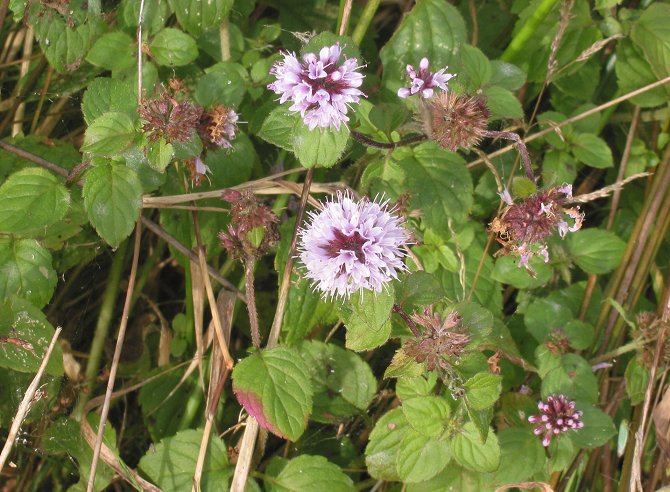
Menthe aquatique

Partout dans le monde, les menthes sont utilisées en médecine populaire. En France, elles font partie des plantes médicinales traditionnelles. Selon l'ethnobotaniste Pierre Lieutaghi, « Les Menthes sont toniques, stimulantes, antispomodiques ; vantées longtemps comme des panacées, elles ont connu un tel déclin que la plupart de ceux qui, de nos jours, la prennent en infusion ne soupçonnent pas qu'ils ont affaire à l'une de nos meilleures médicinales ».
Les menthes sont traditionnellement utilisées pour leurs propriétés aromatiques (toniques, fortifiantes) et des propriétés digestives (combattre les lourdeurs, les ballonnements, les gaz ou dyspepsies, les spasmes gastro-intestinaux et biliaires, les symptômes du côlon irritable).
Des études pharmacologiques portant sur l'utilisation l'huile de menthe poivrée et de carvi ont montré une diminution des symptômes douloureux en cas de dyspepsie,, mais ces résultats ne peuvent être étendus à la menthe aquatique dont les principes actifs peuvent être passablement différents. Pour être officinale, l'huile essentielle de menthe poivrée doit contenir de 30 à 55 % de menthol, de 14 à 32 % de menthone et de 1 à 9 % de menthofurane alors que le chémotype européen de menthe aquatique ne contient pas (ou seulement des traces) de menthol et de menthone et que son composant largement majoritaire est le menthofurane.
Les menthes sont aussi traditionnellement utilisées en friction  pour combattre les symptômes du rhume et certains maux de tête, certaines irritations cutanées, certaines douleurs musculaires ou rhumatismales. Traditionnellement la menthe aquatique est surtout à usage externe d'où ses noms de « baume vert, baume d'eau, baume de rivière ».
Toutefois, sa trop grande richesse en menthofurane, un composé de flaveur peu appréciée et de surcroît hépatotoxique, la fait rejeter. La menthe poivrée obtenue par hybridation de la menthe aquatique et de la menthe crépue, est bien supérieure en flaveur.
Les menthes sont utilisées en tisanes, inhalations, et en usage externe. Mais elles peuvent aussi être utilisées sous forme d'huile essentielle, en onguent contenant de 5 % à 20 % d'huile essentielle, et en teinture (contenant de 5 % à 10 % d'huile essentielle).

L'huile essentielle de menthe ne doit pas être utilisée près des yeux ni pure en usage topique chez les enfants, notamment près du nez et des voies respiratoires (elle provoque parfois des réactions allergiques, spasmes du larynx ou des bronches chez les personnes sensibles).
Dans le monde, seules quatre espèces de menthes sont cultivées à des fins commerciales : Mentha arvensis, Mentha piperita, Mentha spicata, Mentha citrata, ce n'est donc pas le cas de la menthe aquatique.
- Horticoles

La menthe aquatique est idéale pour les bords de bassins, mares ou étangs.
Elle se multiplie par division des touffes au printemps ou à l'automne.
- Plante mellifère

La menthe aquatique fait partie des plantes mellifères.
- Plante dépolluante

De récents résultats de recherche ont confirmé les propriétés carboxilates de la plante, et en particulier de ses racines, qui la rendent capable d'agréger des métaux lourds, des pesticides et d'autres polluants végétaux.

## Parties utilisées
La pharmacopée utilise les parties aériennes, à récolter peu avant la floraison, et les parties aériennes fleuries pour produire l'huile essentielle.